# ディスコ・デモリッション・ナイト
ディスコ・デモリッション・ナイト（英：Disco Demolition Night）は、メジャーリーグベースボール（以下：MLB）において1979年7月12日に予定されていたデトロイト・タイガース対シカゴ・ホワイトソックスのダブルヘッダー第2試合が、放棄試合となった出来事のこと。
当時シカゴのラジオ局が発案した『ディスコミュージックをぶっとばせ』という集客イベントで観衆が暴動まがいの騒ぎを起こし、ダブルヘッダー第2試合が始められずホワイトソックスの放棄試合となった。

## 背景
イベントは、当時地元シカゴのラジオ放送局WLUPのディスクジョッキーをしていたスティーブ・ダールと、パートナーのギャリー・マイヤーが発案したもので、彼らのアイデアによるWLUPラジオのプロモーションを、シカゴ・ホワイトソックスの球団幹部だったマイク・ベック（ビル・ベックの息子）らに持ちかけて計画された。聞かなくなったディスコミュージックのLPレコードを持ってきた人の入場料を98セント（当時の日本円で約210円）に設定し、集めたレコードをダールが観衆の目の前で『爆破』する、というイベントだった。
ダールは大のディスコ嫌いで、当時ディスコ一色だったもう一つの地元ラジオ局WDAIを解雇され、WLUPに移籍した経歴があり、自身も当時大ヒットしたロッド・スチュワートのディスコチューンである、"Da Ya Think I'm Sexy?"（邦題：アイム・セクシー）のパロディを録音したりと様々な『反ディスコ活動』を行っていた。
一方で、タイガース対ホワイトソックスのカードは、この年の5月2日の試合が雨で中止になり、オールスターゲーム直前の同カード4連戦の日程に振り替えられ、イベントを予定していた日がダブルヘッダーとなる変則5連戦の試合日程が組まれていた。

## 試合の経過と結果

### 試合結果
表中のRは得点、Hは安打、Eは失策を示す。日付は現地時間。
- 1979年7月12日：イリノイ州シカゴ - コミスキー・パーク

*ダブルヘッダー第1試合
|                  | 1 | 2 | 3 | 4 | 5 | 6 | 7 | 8 | 9 | R | H | E |
| ---------------- | - | - | - | - | - | - | - | - | - | - | - | - |
| タイガース       | 1 | 1 | 1 | 0 | 0 | 1 | 0 | 0 | 0 | 4 | 9 | 0 |
| ホワイトソックス | 0 | 1 | 0 | 0 | 0 | 0 | 0 | 0 | 0 | 1 | 5 | 2 |

1. 勝利：パット・アンダーウッド
2. セーブ：アウレリオ・ロペス
3. 敗戦：フレッド・ハワード
4. 本塁打
DET：なし
CWS：なし
5. 試合時間: 2時間35分、観客動員数: 47,795人、主審: デーブ・フィリップス、塁審: ダン・モリソン、ダラス・パークス、ダーウッド・メリル

*ダブルヘッダー第2試合
|                  | 1 | 2 | 3 | 4 | 5 | 6 | 7 | 8 | 9 | R | H | E |
| ---------------- | - | - | - | - | - | - | - | - | - | - | - | - |
| タイガース       | - | - | - | - | - | - | - | - | - | 0 | - | - |
| ホワイトソックス | - | - | - | - | - | - | - | - | - | 0 | - | - |

1. 勝利：-
2. 敗戦：-
3. ※没収試合となりタイガースが勝利

### 経過
ホワイトソックスの幹部は、このイベントによる観客の増加をその年の平均16,000人の凡そ倍35,000人程度と見込んでいたが、イベント当日に集まった群衆は70,000人(一説には50,000〜75,000人)を超えていた。44,000人の収容能力を超えた球場は入り口を封鎖され、中に入れない何千人もの人がコミスキー・パークの壁やフェンスをよじ登ろうとしていた。明らかにホワイトソックスの試合に関心がないと思われる人々も、多数球場の廻りをうろつき、周囲はマリファナの臭いさえしたという。
ダブルヘッダーの第1試合は予定通り行われたが、集めたレコードをいれるための木箱がすぐ一杯になり、球団関係者がレコードを集めるのをやめると、観客がスタンドからLPレコードや花火を投げ入れ始めた。また観客席には「Disco Sucks!」等反ディスコ関連の横断幕が数多く掲げられた（「Disco Sucks!」コールも連呼されていた）。試合は先制したタイガースに対しホワイトソックスは反撃らしい反撃もできず、タイガースの先発パット・アンダーウッドらに5安打1点に抑えられてあっけなく敗れた。
第1試合終了後、あふれんばかりのレコードが入った木箱がセンター付近に置かれた。そこへ軍服を着てヘルメットを被り、ローレライと名乗る女性とボディガードを引き連れたダールが登場。ほどなく爆弾が仕掛けられて、大きな音とともに木箱は爆破され、その際外野の芝生にも大きな穴が開いてしまった。
爆破の直後、スタンドから何千人もの観客がフィールドに乱入する。持ってきた横断幕に火をつけて騒ぎ出すものが何人も現れ、球場のバッティングケージは破壊され、内野のベースが盗まれた。球団幹部のベックらは拡声器を使って、観客にフィールドの外に出るよう幾度も訴えたが、結局騒ぎはシカゴ市警察の機動隊によって鎮圧される。予定の時間までに開始できなかった第2試合は球審の判断で一旦順延とされたが、後日リーグ会長リー・マクフェイルの裁定で没収試合となり、グラウンドから避難していたタイガースに勝ちがついた。

## 事件後
この事件で6人が軽症を負い、計39人の逮捕者が出た。翌日以後の試合は予定通り行われたが、グラウンドの状態は最悪だったという。球団幹部のベックは、しばらくの間メジャーリーグ機構のブラックリストに名前が載った。
また当時ホワイトソックスの外野手だったラスティ・トーレスにとっては、この試合は自らが立ち会った3試合目の没収試合になった。彼は1974年にクリーブランドで起きた「10セント・ビア・ナイト」の時にはクリーブランド・インディアンスの選手だった（1試合目はニューヨーク・ヤンキースの選手だった1971年、対戦相手のワシントン・セネタースが翌年からテキサスへ移転するために、ヤンキースの攻撃中にもかかわらずファンが記念品になりそうなものを求めてグラウンドへ乱入し、スタジアムの土やベースなどを持っていってしまったことに伴う没収試合）。